# Damnica
Damnica est une localité polonaise, siège de la gmina rurale de Damnica située dans le powiat de Słupsk en voïvodie de Poméranie. Elle se trouve à environ 17 km à l'est de Słupsk et 90 km à l'ouest de la capitale régionale Gdańsk.

## Géographie

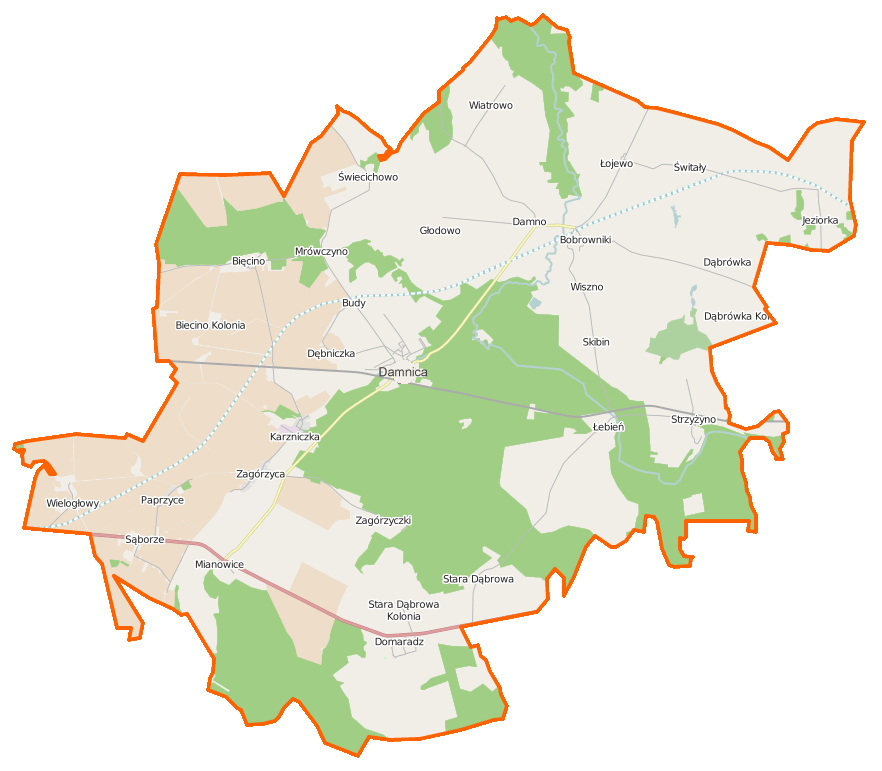
Carte de la gmina de Damnica.

## Histoire
De 1648 à 1945, Hebrondamnitz fait partie de l'arrondissement de Stolp dans le district de Köslin au sein de la province de Poméranie.